# Csiucsüan
Csiucsüan (egyszerűsített kínai írással: 酒泉市, pinjin: Jiǔquán Shì) prefektúra szintű város Kínában, Kanszu tartományban. Lakosainak száma 1 055 706 fő (2020).
Itt található a Csiucsüan Űrközpont.

## Népesség
| 2010 | 1 095 947 |
| 2020 | 1 055 706 |